# 岡副麻希
岡副 麻希（おかぞえ まき、1992年（平成4年）7月29日  - ）は、日本のフリーアナウンサー、キャスター、タレント、YouTuber、TikToker。所属事務所はセント・フォース。大阪府富田林市出身。夫はレーシングドライバーの蒲生尚弥。

## 略歴
大阪府富田林市出身。大阪桐蔭中学校・高等学校、早稲田大学文化構想学部（文芸・ジャーナリズム論系）卒業。
大学1年時に『早稲田コレクション2011』にモデルとして出場。以降ファッション誌を中心として、読者モデルの活動を始める。
2014年から芸能事務所のスプラウトに所属。同年9月よりフジテレビ『めざましテレビ アクア』に現役女子大生のキャスターとしてレギュラー出演し、月 - 水曜日の天気予報を担当する。『めざましテレビ』に「MORE SEVEN」コーナーのリポーターとして不定期で出演。2015年3月同大卒業。同3月末にスプラウトの親会社であるセント・フォースへ移籍し、翌4月から『めざましテレビ アクア』に加えてフジテレビ『めざましどようび』のお天気キャスターを担当、同年10月からは『めざましテレビアクア』と『めざましテレビ』のスポーツキャスターを担当する。
2016年3月にKONAMI「プロ野球スピリッツA」でCM初出演。同年オリコン「第12回 好きなお天気キャスター＆気象予報士ランキング」で第4位にランクイン、バラエティ番組にも進出して、その天然発言から注目を集める。2017年3月にフジテレビ系『痛快TV スカッとジャパン』に出演して悪女役を演じた。同月末に2年間務めた『めざましどようび』のキャスターを卒業し、『めざましテレビ』に専念する。10月7日から『めざましどようび』のスポーツキャスターとして再登板する。
2019年以降はフィールドをラジオへ広げ、1月3日から文化放送で自身の冠番組『岡副麻希のほくほくたいむ』（毎週木曜日夜）が始まる。2022年4月6日に、レーシングドライバーの蒲生尚弥との結婚を公表し、同時に静岡県に移住を公表した。2023年11月21日に妊娠を発表。2024年5月5日第一子の女児を出産したことを発表。

## 人物
- 身長 164cm。スリーサイズ：B80センチメートル (cm), W60cm, H85cm。バストサイズはBカップ[25]。
- 趣味は歴史小説を読むこと[26]、散歩、ペットショップ巡り[27][28]。
- 晴れ女を自称している[29]。
- 特技は水泳・水球と、15年間習い続けたピアノ[27][9][30]。大学では「早稲田大学水泳同好会（早水会）」及びフィンスイミングサークル「SIX BEAT」に所属し、2012年の第24回フィンスイミング日本選手権において女子1500mビーフィンで優勝[31][32]。2014年10月には競泳水着姿で『週刊ビッグコミックスピリッツ』の表紙も飾った[33]。遠泳も得意である[30]。
- 健康的な小麦肌から「黒すぎるキャスター」「黒すぎる女子アナ」などと称され、「女松崎しげる」、桐谷美玲とよく似た顔立ちから「黒い桐谷美玲」などの異名も持つ[13][14][34]。
- 体が柔らかく、180度開脚やI字バランスを難なくこなす。『めざましテレビ』公式ツイッターで公開したストレッチ姿が衝撃的だと話題となり[35][36]、千葉ロッテマリーンズの公式戦の始球式でもその柔軟性を披露している[37]。
- 憧れの人は元プロテニスプレイヤーでスポーツキャスターの松岡修造[31][14]、憧れのキャスターは小林麻耶[5][38]。
- 大阪桐蔭高校の同級生に元乃木坂46の松村沙友理[39][40]、元千葉ロッテマリーンズの江村直也がいる。
- 大の高校野球ファンで、甲子園球場には毎年行き、明治神宮野球大会にも観に行っている。高校野球ファンになったきっかけは、大阪桐蔭中1年の時に当時同高校3年だった辻内崇伸、平田良介の高校野球での活躍を見たことで、アナウンサーを志すようになったきっかけも、母校の野球部を取材したいと思い始めたことだった。そしてその念願叶って2016年の冬に仕事で訪れた母校の野球部で当時1年生だった部員を見届けることが出来、そして3年生になった彼らを見届けるために2018年の第100回全国高等学校野球選手権記念大会でも甲子園の母校のアルプススタンドから、対作新学院戦（1回戦）と対高岡商業戦（3回戦）を観戦した[41]。
- 小学生時代には「天然ランキング1位」に選ばれたことがあった[30][13]。
- TBSアナウンサーの上村彩子は大学時代からの友人[42]。
- 2020年6月、YouTubeチャンネル「まきまきチャンネル」を開設し、動画投稿を開始。
- 好きなヒーローは、仮面ライダー555。

## エピソード
- 2017年2月3日の「めざましテレビ」のオープニングで、総合司会の三宅正治アナから節分の恵方を尋ねられ、北北西を「キタキタニシ」と自信満々に答え、周囲を驚かせた[43][44]。本来は正しく「ほくほくせい」と読むが、オープニングで質問を振られた際にスーパーマーケットで書かれているのを見かけた「北」「北」「西」の文字が思い浮かんで、咄嗟に「きたきたにし」と答えてしまったという[45]。
- 大阪桐蔭高校の卒業生で、2017年第99回全国高等学校野球選手権大会で大会4日目8月11日の第四試合となる米子松蔭高校との1回戦を甲子園球場の一塁側アルプス席で、2018年第100回全国高等学校野球選手権記念大会は大会2日目8月6日の第二試合となる作新学院高校との1回戦を三塁側アルプスで観戦した。

## 現在の出演番組

### テレビ
- 号外！日本史スクープ砲（BS松竹東急、2022年4月10日-放送中）

## 過去の出演番組

### テレビ
- めざましテレビアクア（フジテレビ、2014年9月29日 - 2016年4月1日）スポーツ・お天気コーナー
- めざましテレビ（フジテレビ）
  - 2014年9月29日 - 2015年3月、「MORE SEVEN」リポーター（不定期）
  - 2015年9月28日 - 2017年9月29日、スポーツキャスター
  - 2016年12月2日、「紙兎ロペ 笑う朝には福来たるってマジっすか!?」
    - 2016年11月29日で「紙兎ロペ」が放送1000回を突破した事に伴い、「放送1000回突破 紙兎ロペ 笑う朝には福来るってマジっすか!?アニバーサリー」と題してゲスト声優を迎えて放送された。
- めざましどようび（フジテレビ、2015年4月4日 - 2020年3月28日）
  - 2015年4月4日 - 2016年10月1日、8代目お天気キャスター
  - 2016年10月8日 - 2017年3月25日、8代目お天気キャスターとスポーツキャスターを兼務
  - 2016年11月19日、「フジ めざどふしぎ発見!～時をかけるスカイツリーの謎～」ミステリーガール
  - 2016年11月26日 - 、「めざど ふしぎを発見!」ミステリーハンター
  - 2017年10月7日 - 、「どようびPUSH」リポーター・スポーツ
- 村上信五とスポーツの神様たち（フジテレビ、2017年8月10日）
- 芸能人格付けチェック BASIC～春の3時間スペシャル～（ABCテレビ、2018年3月27日）- 「チームお天気お姉さん」の1人として
- 勝手に!JAPANガイド（BSフジ、2018年10月3日 - 2019年3月27日）
- 天職サーチ 千鳥のジョブラバーズ presented by Indeed（ABCテレビ、2018年10月6日 - 2019年9月26日）
- 辻井伸行 世界音楽紀行シリーズ〜10年の軌跡、そして未来へ〜（BSフジ、2020年12月26日）- ナレーター
- ふらっとあの街旅ラン10キロ ｢爽快！ 横浜･金沢」(BSプレミアム、2021年7月14日)
- SUPER GT+（テレビ東京、2019年4月7日 - 2022年3月27日） - リポーター[46]

### ラジオ
- What's JOGIN（FM FUJI、2013年5月11日 - ?） - JOGIN Station Girl[47]
- アッパレやってまーす!（毎日放送、2019年5月9日 - 2020年4月16日）※木曜レギュラー[48]
- 岡副麻希のほくほくたいむ（文化放送、2019年1月3日 - 2020年3月28日）
- 岡副麻希のほくほくみゅ〜じっく（文化放送、2020年4月5日 - 2021年3月28日）

### ウェブテレビ
- 輝け！AbemaTV AWARDS（AbemaTV、2018年12月30日[49]） - アシスタント

## ゲーム
- プロ野球スピリッツA（KONAMI、2016年） - 秘書 役[50]

## CM
- KONAMI「プロ野球スピリッツA」（2016年3月24日 - ）[11]
- 日本民間放送連盟 2020年度キャンペーン「守ろう地球環境」CM（2020年4月 - ）

## 書籍

### 単著
- 『おりたたみおかぞえさん』（2020年10月30日、扶桑社）ISBN 978-4594085308

### 写真集
- Maki Mermaid（2018年2月5日、小学館、撮影：熊谷貫）ISBN 978-4096822647[51]

### 雑誌
- 週刊ビッグコミックスピリッツ 2014年10月27日号、2016年5月16日号[34] - 表紙、巻頭グラビア
- 週刊プレイボーイ 2016年5月30日号 - 表紙、巻頭グラビア

## その他
- セントフォース×ベビースターラーメン「恋（濃い）するチキン味（てりやき風味）」コレクションシール（2016年8月、おやつカンパニー）[52]
- 美学生図鑑（2014年5月23日、WEB）[31]
- 一日警察署長
  - 大阪府警曽根崎警察署（2016年4月25日）
  - 警視庁品川警察署（2019年9月30日）